# アーメン・ノワール
『アーメン・ノワール』（ARMEN NOIR）は、アイディアファクトリー（オトメイト）より2010年12月9日に発売されたPlayStation 2用ソフト。PlayStation 2専用ソフトとしては最後の完全新作タイトルである（廉価版、他機種からの移植、他機種とのマルチ、ファンディスク除く）。2012年4月12日にPlayStation Portable版『ARMEN NOIR Portable』が発売された。

## あらすじ
人を殺せない賞金稼ぎのナスカは命を奪うことなく賞金首を捕えていき、不殺のナスカというあだ名がついた。その彼女に、黒衣の聖人を意味する「アーメン・ノワール」というコードネームが付いた。
あるとき、彼女は仲間のハンターが殺しかけた賞金首をうっかり助けてしまい、仲間を危険にさらしてしまう。今度賞金首を殺さないとお前を処分すると告げられたナスカは、それを果たすことができず敗北。
気が付くと、ナスカは最下層の診療所・ファームで保護され、医者クリムソンの治療を受けていた。穏やかな日々が続くと思ったある日、ナスカをハンターに育て上げた男・ソードが訪れ、クリムソンを殺すよう命令を出した。

## 登場人物
ナスカ
主人公である無口な少女。バウンティアに所属するハンター。
ソード
声  - 小西克幸
ナスカの育ての親。ナスカにとっては兄のような存在で、ハンターとしての師でもある。クーロンに尊敬されている。
エル
声  - 田坂秀樹
バウンティアに所属するハンターである、機械人形。感情の起伏は乏しいが、ナスカには優しく接してくれる。
ナイヴス
声  - 吉野裕行
クリミナル11のNo.9。
真面目な青年で、女子供は傷つけないという信念を持っている。ナスカを男と誤解し負傷させてしまい、彼女をファームへ連れて行った。
レイン
声  - 保村真
ファームを訪れていた青年で、賞金首にあこがれている。ナスカを警戒している。
クリムソン
声  - 中村悠一
ナスカを保護してくれた医者。エクリプスが苦手。
ゼクス
声  - 藤原啓治
バウンティアのCEOで、かつては伝説のハンターだった。
クーロン
声  - 幸地真作
バウンティアのハンターである青年で、エルの相棒。派手な髪型とサングラスが特徴的。ナスカには優しい。
エクリプス
声  - 飯田奈保美
賞金首No.87である美女で、ファームに出入りしている。左胸に入れ墨あり。
シャンタオ
声  - 五十嵐裕美
クリムソンの助手である看護師の少年。

## 用語

### 組織・団体
超複合企業体・夢限界楼（メビウス）
都市であり、200年にわたって統廃合を繰り返しながらできたコングロマリット。
最下層の住民や一部の人間を除き、この都市の住民は皆夢限界楼の社員である。
バウンティア
夢限界楼に所属する企業の一つ。犯罪者に賞金を懸け回状（指名手配書）を回すことと、ハンターの管理をしている。
賞金首（クリミナル）
回状が回され、懸賞金がかけられた人間のこと。懸賞金がなくなるまでハンターに追われるうえ、罪を犯せば犯すほど賞金が上がるため、賞金首による犯罪を助長する結果となっている。ただし、懸賞金がなくなれば、回状は無効となる。
クリミナル11
バウンティアが1から11まで格付けした、高額賞金首で、別名ナンバーズ。（ただし、No.1にあてはまる人物はいない）
ハンター
賞金首を捕獲してくれるボランティア。
捕獲時に用いられる契約兵器(Contract Arms,略称：CA）が自ら契約対象を結ぶことでハンターになれるが、夢限界楼の社員はハンターになることができない。

## 主題歌
- オープニングテーマ Rey「夢限界楼-メヴィウス-」
- エンディングテーマ Rey「螺旋」

## CD
- PS2用ソフト アーメン・ノワール ドラマCD（2011年1月26日発売、LACA-15098）

ドラマだけでなく、オープニングテーマ:Rey「夢限界楼-メヴィウス-」とエンディングテーマRey「螺旋」のフルバージョンも収録。